# Plagiolepis lucidula
Plagiolepis lucidula is een mierensoort uit de onderfamilie van de schubmieren (Formicinae). De wetenschappelijke naam van de soort is voor het eerst geldig gepubliceerd in 1934 door Wheeler, W.M..